# Пандульф III (князь Беневенто)
Пандульф III (умер в 1060 году или в феврале 1073 года) — князь Беневенто в 1011—1050 и 1055—1059 годы. Первоначально (с 1011 года) — соправитель своего отца Ландульфа V и деда Пандульфа II. После того как в 1014 году умер Пандульф II, а между 1033 и 1035 годами Ландульф V, Пандульф III стал править самостоятельно. В 1038 году соправителем Пандульфа III стал его сын Ландульф VI. В 1059 году Пандульф III постригся в монахи.

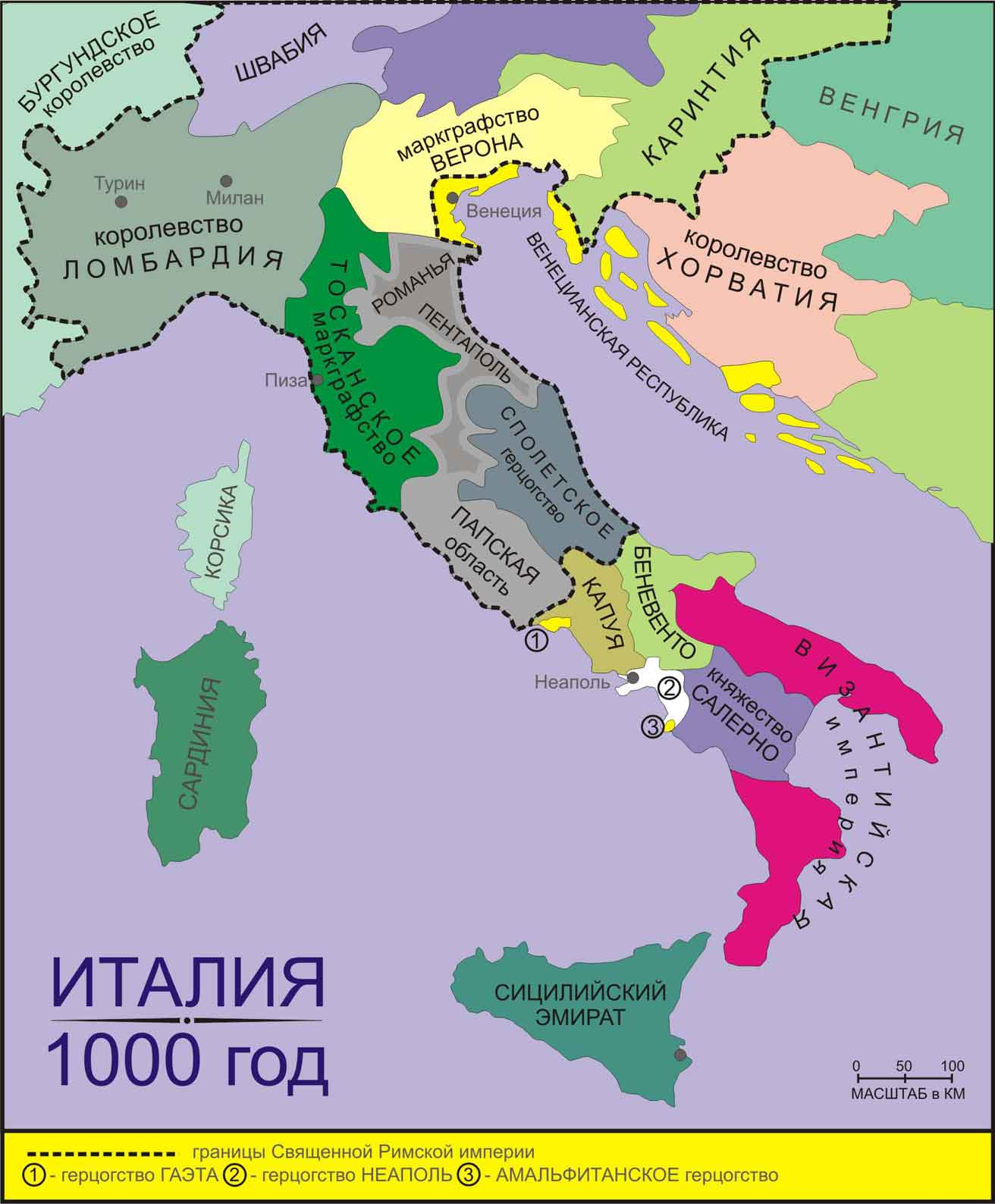
Беневенто и его соседи в 1000 году

## Биография

### Происхождение
Пандульф III был сыном Ландульфа V, правившего Беневенто в 987—1033 / 1034 / 1035 годы, и Гарды, дочери Мансо I Амальфитанского.

### Младший соправитель
В 1011 году Пандульф III стал еще одним соправителем Беневенто. Хотя он упоминается в этой роли в «Анналах Беневенто», весьма вероятно, что Пандульф III не играл самостоятельной роли. В 1014 году умер Пандульф II и сразу после его смерти жители Беневенто подняли восстание против Ландульфа V и Пандульфа III. Восстание, в отличие от предыдущего (руководимого в 1002 Адельфером), не стремилось изгнать князей из города. Однако в результате восстания жители получили для города самоуправление, именуемое анналами «первая коммуна».
Вскоре вспыхнуло восстание Мелуса. В борьбе с ним и для защиты северной границы византийский катепан Боиоаннес построил укрепленный город Троя неподалеку от Беневенто. В таких обстоятельствах Ландульф V был вынужден признать зависимость от Византийской империи. В «Анналах Беневенто» зафиксировано, что в 1018 году пролетела комета, а в 1019 году в апреле произошло страшное землетрясение, а потом случился неурожай.
Потерпев поражение от катепана, Мелус бежал за помощью к императору Генриху II Святому. Лишь в конце 1021 года во главе шестидесяти тысячного войска тот решил двинуться на юг Италии. Войско было разделено на три части: одной командовал сам император Генрих II, двумя другими армиями Поппо Аквилейский и Пильгримом Кёльнским. Пильгрим был направлен воевать против братьев Ландульфа: Пандульфа Капуанского и аббата Монтекассино Атенульфа. Поппо Аквилейский и император, двигаясь разными маршрутами, должны были вместе осадить Трою. По дороге на юг Генрих II в марте 1022 года посетил Беневенто. Встретив здесь тёплый прием, он одарил местный монастырь, свидетелями чего были Ландульф и Пандульф.

### Самостоятельное правление
На сорок шестом году своего правления умер Ландульф. Его смерть датируют сентябрём, но даже в «Анналах Беневенто» предлагается два разных года, когда это произошло: 1034 и 1035 год. Притом по одной версии сначала в июне было сильное солнечное затмения, а в год смерти Ландульфа в июле обычное. Согласно современным астрономическим данным, в указанный период летом затмения были: 10 июля 1032 года (кольцеобразное), 29 июля 1033 года (кольцеобразное), 18 июля 1034 года (частное), 10 мая 1035 года (полное).

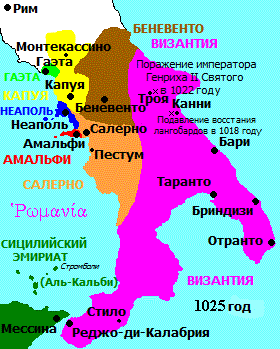
Южная Италия, 1025 год

Ландульфа в Беневенто сменил его сын Пандульф III. Если Ландульфу удавалось успешно лавировать между могущественными соседями, то Пандульфу III пришлось воевать и с Пандульфом Капуанским, и с императором Генрихом, и с папой римским.
Первым в августе 1036 года на него напал дядя Пандульф Капуанский, расширявший свою власть в Южной Италии. Пандульф осадил Беневенто, взял под контроль монастырь Монтекассино и иные населённые пункты. Однако в результате вмешательства императора Конрада II Пандульф Капуанский потерпел поражение. В июне или июле император Конрад посетил Беневенто, где сделал пожертвование местному монастырю.

### Старший соправитель
В августе 1038 года Пандульф сделал соправителем своего сына Ландульфа VI. В 1040—1041 годы брат Пандульфа Атенульф стал номинальным руководителем антивизантийского восстания, но проявил себя с не лучшей стороны.
В апреле 1044 года Беневенто пережило землетрясение.
В 1046 году Генрих III посетил Рим, где назначил Климента II папой и короновался как император. В 1047 году он вместе с новым папой решил посетить Южную Италию, чтобы решить её дела и укрепить свою власть. Однако подъехав к Беневенто, он не смог попасть в город. Жители плохо приняли возвращавшуюся из паломничества в Монте-Гаргано тещу императора Агнессу Бургундскую. Кроме того, Пандульф мог быть недоволен тем, что император Генрих в феврале 1047 года возвысил нормандцев (пренебрегших в 1041 его братом Атенульфом) в ущерб лангобардским князьям. Император, которому не открыли ворота, немедленно осадил город, но смог лишь разорить предместья, а папа римский Климент II отлучил Беневенто. Из-за иных дел Генрих III направился с папой на север, но перед этим передал права на Беневенто Дрого Апулийскому и Райнульфу Аверсскому, оставив их осаждать город.

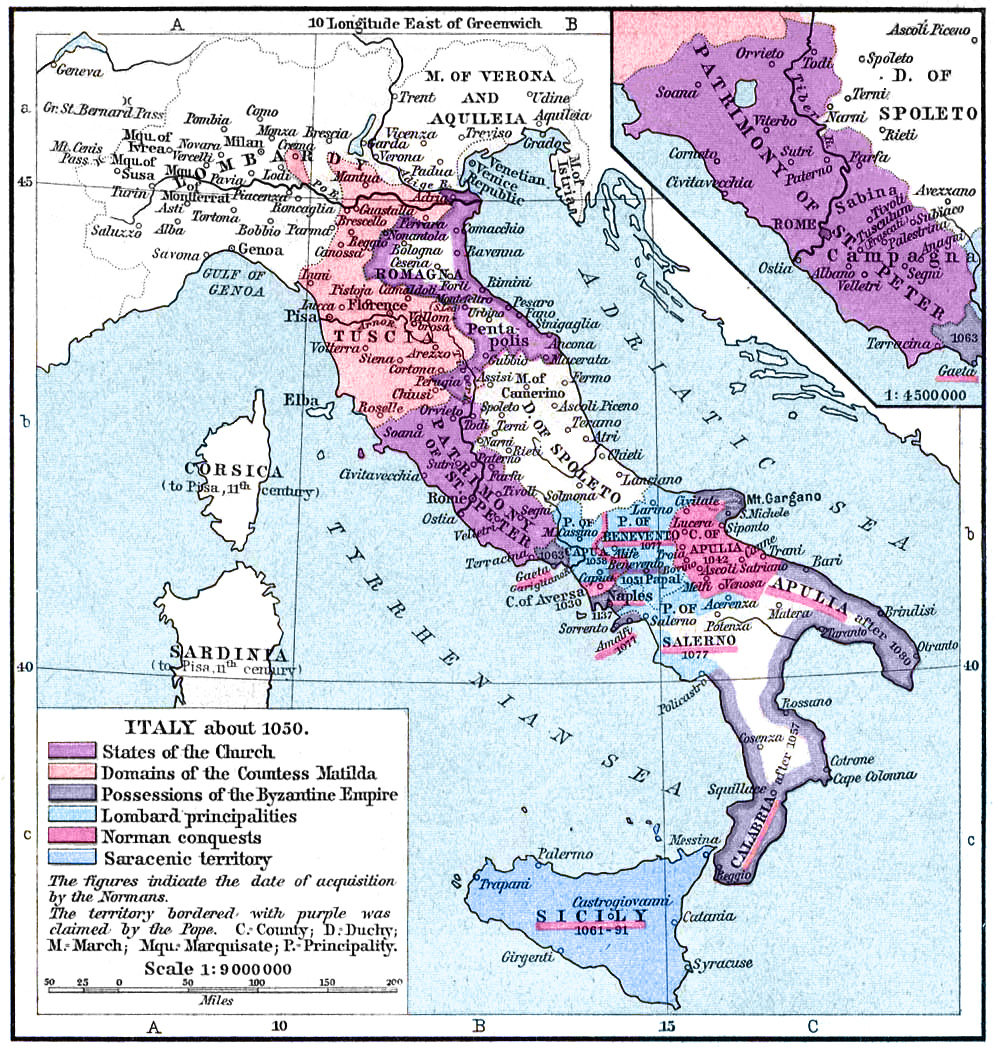
Италия около 1050 года

После того как новый папа Лев IX вступил в сан, он начал переговоры с горожанами Беневенто о снятии с них отлучения. В 1049—1050 годы он под предлогом паломничества посетил ряд городов Италии. В апреле 1050 года папа Лев, направляясь в Монте-Гаргано, решил заехать в Беневенто. После того как князья Пандульф и его сын Ландульф отказались его принять, горожане их изгнали и 5 июля 1051 года, провозгласили своим сувереном папу. Тем самым горожане добились снятия отлучения, и нашли защиту от норманнов, разорявших с 1047 года земли княжества. Пандульф с сыном обратились за поддержкой к другим норманнам. Желая обезопасить своё приобретение, папа Лев IX поручил его защиту Гвемару Салернскому и Дрого Апулийскому. Однако оба они погибли от рук убийц: в 1051 году — Дрого, а в 1052 — Гвемар. Лев IX получил у Генриха III права на Бенвенто, вернув тому епископство Бамберг (подаренное папству императором Генрихом II). Также папа нанял большое количество германских наёмников, заключил союз с византийцем Аргиром и в 1053 году пошел на норманнов. Однако проиграв в июне 1053 битву при Чивитате, был привезен в Беневенто, где после девятимесячного заключения был вынужден заключить мир. В 1053 году папа назначил ректором Беневенто Рудольфа, командира швабских наёмником. В апреле 1054 года папа Лев умер.
Чем конкретно с 1051 по 1055 были заняты Пандульф и его сын Ландульф, источники умалчивают. Известно лишь, что в 1054 году норманн Готфрид Апулийский безуспешно пытался взять Беневенто, а в январе 1055 года Пандульф и Ландульф вновь стали правителями княжества. В июне 1057 года город Беневенто пережил пожар, а Ричард из Аверсы отобрал Капую у Ландульфа VIII, сына (двоюродного брата Пандульфа III) Пандульфа VI. Пандульф III принял в 1058 или 1059 году монашеский постриг в монастыре Святой Софии.
Смерть Пандульфа III датируют также по-разному. Одни исследователи указывают 1060 год, вероятно, ориентируясь на дату монашества. Другие указывают февраль 1073 года, когда умер «Pandulphus Princeps», но, возможно, они смешивают Пандульфа III с его внуком Пандульфом IV.